# Pohlipski kanal
Pohlipski kanal je morski kanal u Jadranskom moru. Dobio je ime po otočiću Pohlibu, kod otoka Planika, koji se nalaze u kanalu.
Pohlipski kanal je morski prolazi između otočića Škrde i Mauna, koji ga omeđuju sa sjeveroistočne strane, i otoka Oliba, koji ga omeđuje s jugozapadne strane. Kanal se pruža u smjeru sjeverozapad - jugoistok. Prema sjeverozapadu se uplovljava u Kvarnerić. Na jugu završava čim se prođe otočić Planik.